# Eiszeit-Haus

Das Logo des Eiszeit-Hauses Flensburg

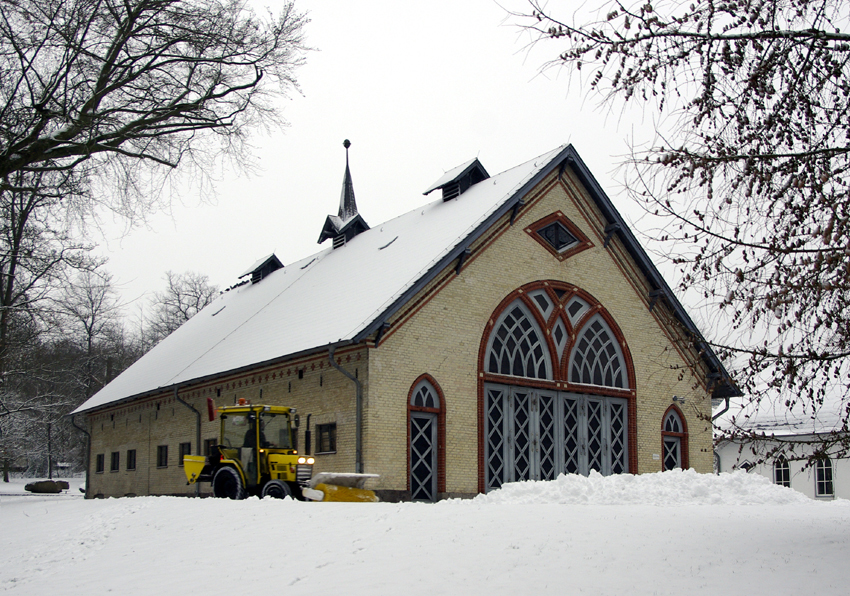
Das Eiszeit-Haus, Flensburg (2012)

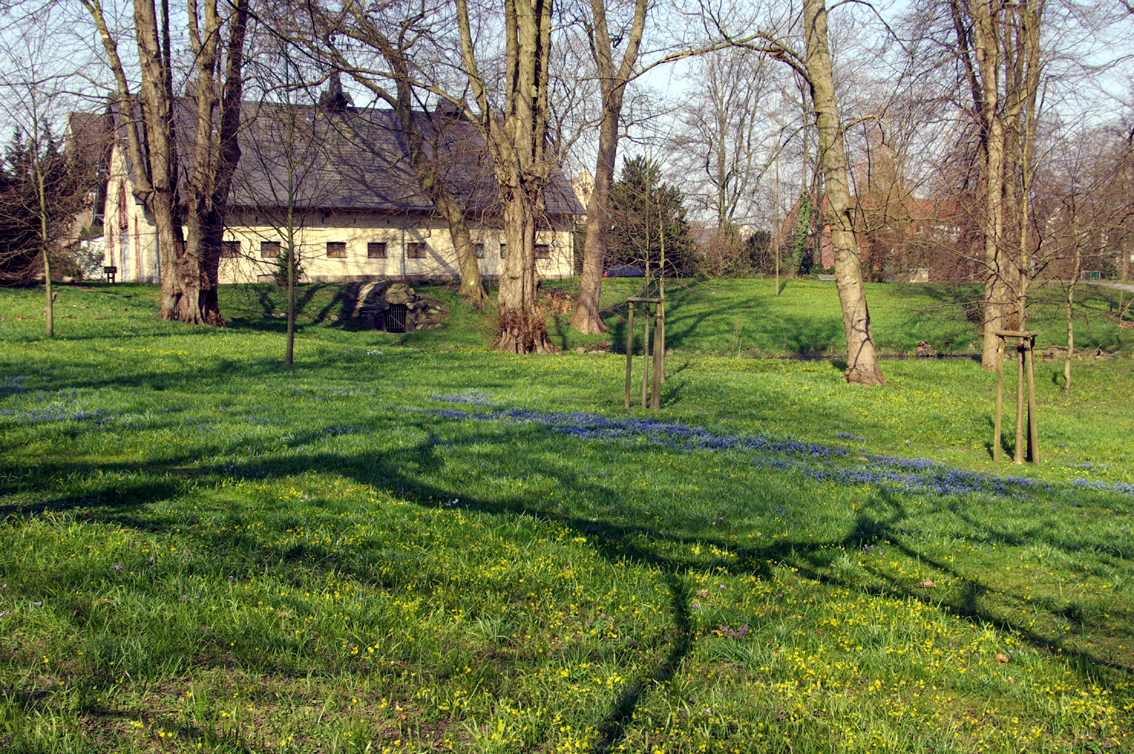
Das Eiszeit-Haus im Christiansenpark mit Frühjahrsblühern (2007)

Das Eiszeit-Haus ist das erdgeschichtliche Schaumagazin des Naturwissenschaftlichen Museums Flensburg und befindet sich im Kutscherhaus im Christiansenpark.

## Geschichte des Eiszeit-Hauses
Das Museum ging aus der bedeutenden geologisch-paläontologischen Sammlung des Flensburger Lehrers Hans Philippsen hervor, die ab 1913 dem interessierten Publikum zugänglich war.
Nach mehreren Umzügen des Museums und seiner Sammlungen innerhalb der Fördestadt verbrachte man schließlich die geologische und die paläontologische Sammlung ab 1997 größtenteils in ein historisches Gebäude im Christiansenpark, das heutige Eiszeit-Haus. Hinzu kamen im Jahre 2005 Leihgaben von Sammlern, die ihre Objekte im Eiszeitmuseum in Bordesholm präsentiert hatten und das nach der Schließung dort gegenwärtig in Lütjenburg residiert. Heute sind im Eiszeit-Haus in Flensburg die Geschiebe- sowie die geologischen, archäologischen und Mineraliensammlungen einschließlich Fossilien aufbewahrt. Teile davon werden in Vitrinen präsentiert.
Der damalige Flensburger Oberbürgermeister Hermann Stell eröffnete das Schaumagazin am 2. August 2002 und seit April 2006 ist es als Eiszeit-Haus mit einer Ausstellungsfläche von 167 m² an zwei Tagen in der Woche geöffnet. Es wird von ehrenamtlichen Mitarbeiterinnen und Mitarbeitern betreut.
Seinem Namen entsprechend werden Informationen zur Eiszeit mit regionalem Bezug vermittelt. Daneben bietet das Gebäude als Eiszeit-Haus detaillierte Einblicke in die Erdgeschichte und ihre Lebenswelt, indem es Fossilien aus den Erdzeitaltern Kambrium bis Quartär vorstellt. In 2011 besuchten rund 4400 Menschen das Eiszeit-Haus, darunter über ein Drittel Kinder. Eiszeit-Haus und Naturwissenschaftliches Museum liegen ca. 400 m Fußweg voneinander entfernt.

## Sammlungen des Eiszeit-Hauses
Die geologische Sammlung war der Ausgangspunkt für die Entwicklung des Museums und damit auch des Eiszeit-Hauses. Sie ist seither stetig gewachsen. Die Mehrzahl der Objekte stammt aus der Flensburger Umgebung inkl. dem angrenzenden dänischen Gebiet. Die kristallinen Geschiebe stammen dabei ursprünglich aus dem gesamten skandinavischen Raum und wurden von den Gletschern der quartären Eiszeiten u. a. im Raum Flensburg abgelagert.
Die Fossilien-Kollektionen sind das Ergebnis intensiver Aufsammlungen vor allem von den Flensburgern Walther Emeis, Löwe, Paulus Paulsen, Hans Philippsen und Alfred Zachau sowie in neuerer Zeit von Rolf Bertling (Achterwehr), Helmut Köller (Kiel), Ulrich Meisinger (Flensburg) und Helmut Meier (Schuby). Weitere herausragende Funde aus der Region werden von Axel Paulsen (Altenholz-Stift), W. Bilz (Eckernförde) und Holger Tüxen (Schiöl) leihweise zur Verfügung gestellt.

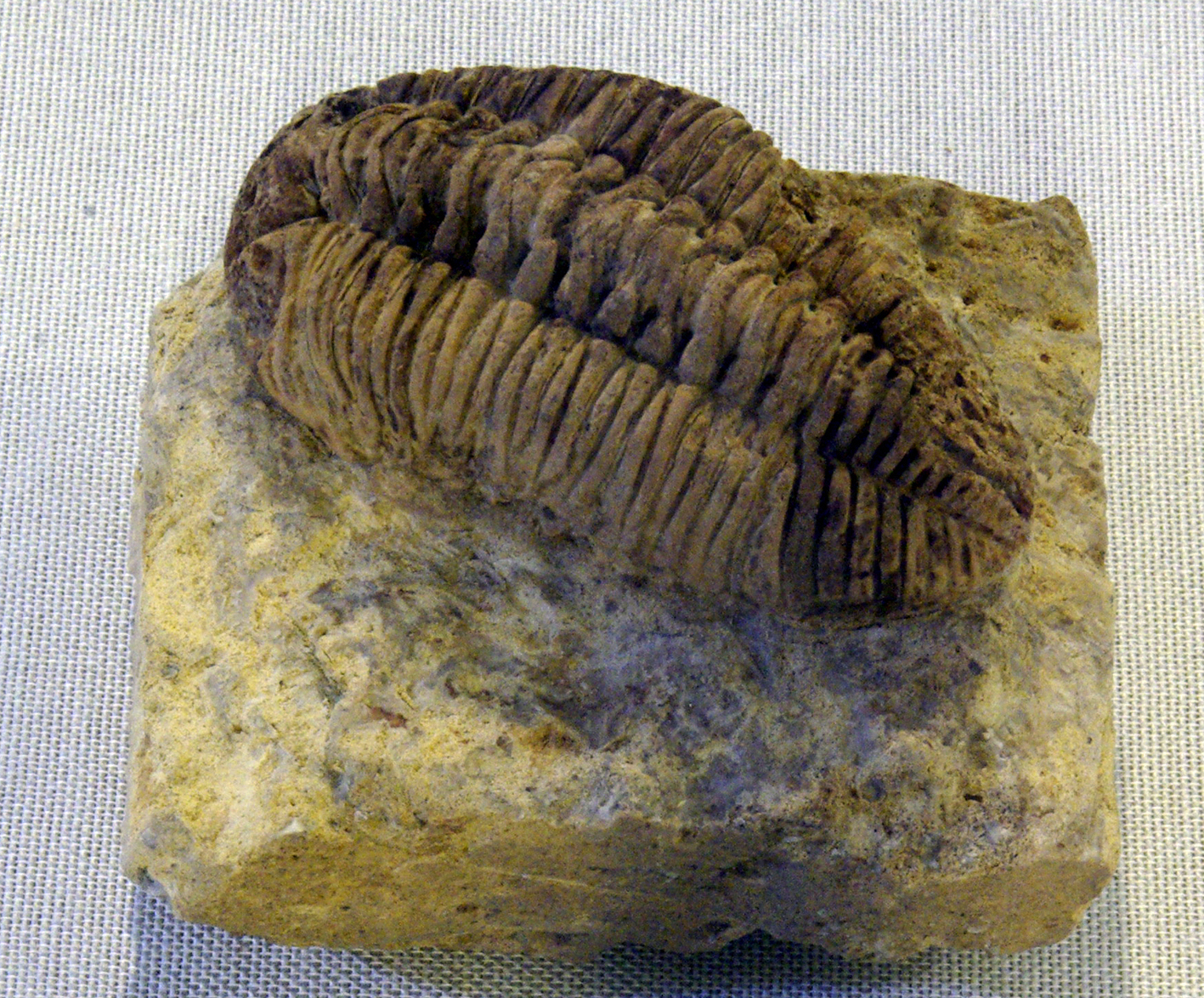
Trilobit Chasmops, Sammlung Philippsen

Die kristalline Kollektion geht ebenfalls auf die oben genannten Personen zurück sowie (nach 2000) auf Renate Jeske (Rendsburg), Raymond Perry (Frörup) und Hildegard Wilske (Flensburg). Sie umfasst bis zu mehrere Tonnen schwere Exponate, die zum großen Teil im angrenzenden Findlingsgarten präsentiert werden.

## Weitere Exponate
Zur Studiensammlung gehören auch Artefakte, die auf verschiedene Aufsammlungen in Flensburg und der Umgebung zurückgehen. Darunter befinden sich die Kollektion steinzeitlicher Objekte von Hans Philippsen sowie eine größere Anzahl von Funden aus dem Flensburger Hafenbereich. Die archäologische Sammlung wird nicht durch eigene oder vom Museum initiierte Aufsammlungen erweitert. Artefakte werden ausnahmsweise angenommen, wenn sie die vorhandene Sammlung gut begründbar ergänzen. Ansonsten obliegt das Sammeln von Artefakten in erster Linie dem Archäologischen Landesmuseum in Schleswig.
Schaubilder, Texte und Modelle von urzeitlichen Tieren ergänzen das Angebot ebenso wie Karten, Infowände zum Bernsteinwald und zur Plattentektonik und interaktive Tafeln. Kurzfilme führen in das Thema „Eiszeit“ ein und schlagen den Bogen über die Region hinaus.

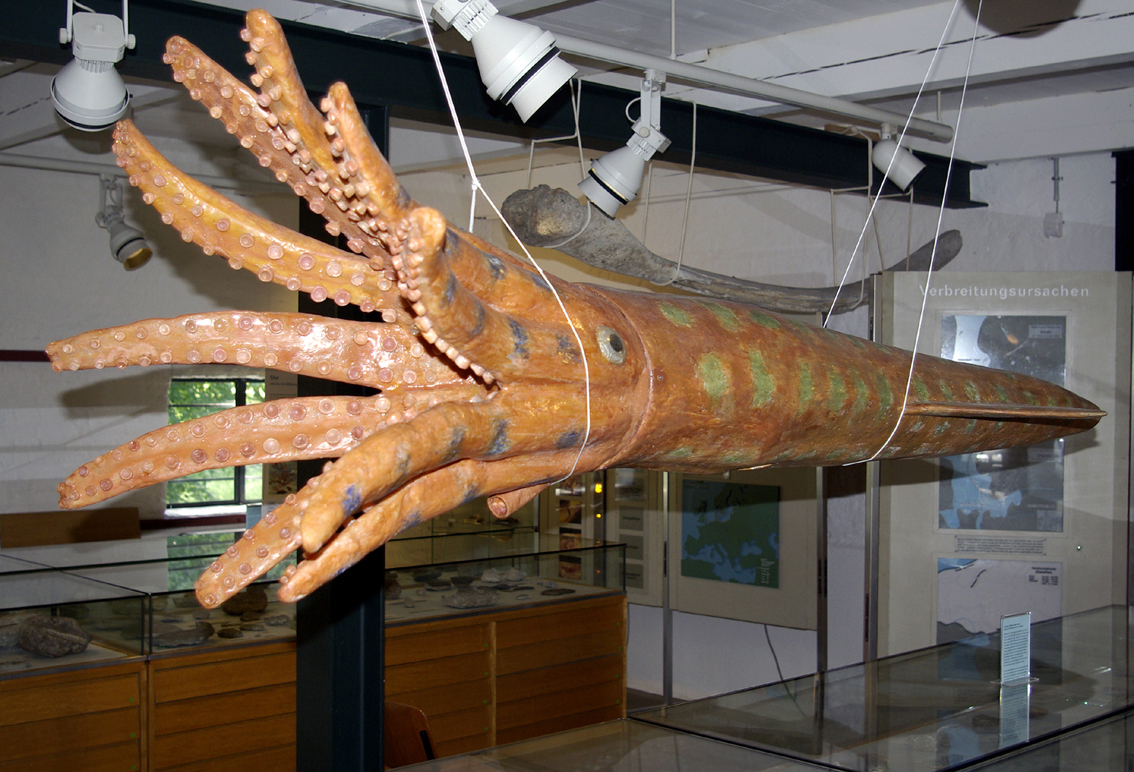
Großmaßstäbige Modelle urzeitlicher Lebewesen im Eiszeit-Haus, hier ein Kopffüßer

## Veranstaltungen und Angebote

### Sonderausstellungen
Sonderausstellungen werden in Glasvitrinen präsentiert, zum Beispiel zu fossilen Korallen aus Gotland oder Trilobiten und Kopffüßern in Geschieben aus der Region. Diese Leih-Exponate stammen meist aus privaten Sammlungen der ehrenamtlichen Mitglieder.

### Veranstaltungen
Ganzjährig finden Veranstaltungen zu naturkundlichen Themen statt:
- Regelmäßig bestimmen und begutachten Fachleute in der „Fossilsprechstunde“ Funde der Besucher.
- Botanische und zoologische Spaziergänge durch den Christiansenpark starten am Eiszeit-Haus. Während der „Fledermaus-Abende“ im Sommer lassen sich die fliegenden Säugetiere bei der Jagd auf Nachtinsekten beobachten.
- Fachleute leiten zu Insektenbeobachtungen im eigenen Garten an.
- Durch Führungen wird die Vogelwelt des Christiansenparks und seiner Umgebung vorgestellt.
- Für Kinder unterschiedlichen Alters sind in den Ferien Mitmach-Aktionen zu wechselnden Themen im Angebot.
- Schulklassen und Schülergruppen können durch Führungen und andere Veranstaltungen Näheres über die Eiszeit, Fossilien und Steine lernen. Umfangreiches museumspädagogisches Material steht zur Verfügung.
- Für Kindergeburtstage wird ein Programm angeboten.

### Besondere Aktionen
Seit 2008
- bietet das Museum halbtägige, so genannte „Strandspaziergänge“ an, bei denen an geeigneten Küsten der Region den Teilnehmern Kenntnisse über die Eiszeiten und über die von den Gletschern hierher transportierten Gesteinsbrocken (Findlinge, Geschiebe) vermittelt werden. Die Strandwanderungen werden vom Dipl.-Biologe Dr. Frank Rudolph, Christian-Albrechts-Universität zu Kiel, durchgeführt. Geschiebesammeln an Steilküste bei Skelde, Dänemark

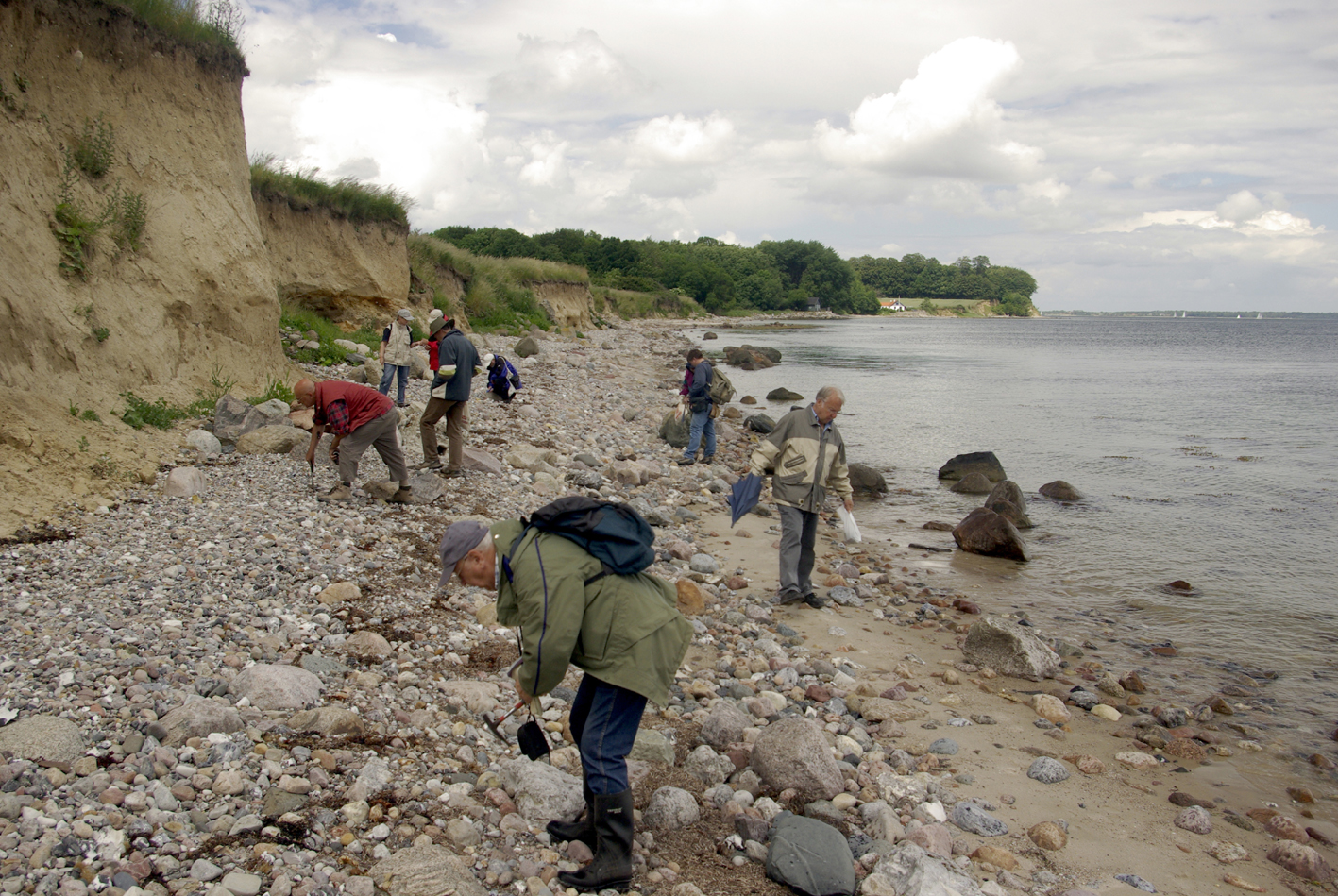
Geschiebesammeln an Steilküste bei Skelde, Dänemark

Seit 2009
- werden für Kinder z. B. Schatzsuchen, Kindergeburtstage und Fossilienbestimmungstage angeboten, im Sommerhalbjahr auch außerhalb des Eiszeit-Hauses.

- führen die Flensburger Museen nach einer Initiative des Naturwissenschaftlichen Museums im CITTI-Park alljährlich Museumstage mit ausgewählten Ausstellungsobjekten und museumspädagogischen Angeboten durch.

- unterstützt das Museum mit dem Eiszeit-Haus den „Tag des offenen Denkmals“.

Seit 2010
- ist das Haus auch Ziel von Geocaching-Interessierten. Die Caches „Eiszeit“ und „Gruselige Gräber“ sind hier die Ziele.

## Freigelände
Am Haus wurde in Absprache mit der Denkmalschutzbehörde und dem Freundeskreis Christiansenpark e. V. ein Findlingsgarten mit zum Teil landesweit bekannten Großgeschieben aufgebaut. So einen 1,7 Milliarden Jahre alten und elf Tonnen schweren Småland-Granit aus Mittelschweden, der bei Straßenbauarbeiten im Norden Flensburgs gefunden wurde, einen Windkanter sowie einen 1,8 Mrd. Jahre alter Kalksteinblock. Ein kleiner Garten mit insektenfreundlichen Pflanzen sowie eine Insektenwand mit Nistmöglichkeiten für Insekten werden für museumspädagogische Aktionen genutzt.